# Arctia strandi
Arctia strandi är en fjärilsart som beskrevs av O. Schultz 1905. Arctia strandi ingår i släktet Arctia och familjen björnspinnare. Inga underarter finns listade i Catalogue of Life.